# 花田虎上のチバテレ!YAGURA
『花田虎上のチバテレ!YAGURA』（はなだまさるのチバテレやぐら）は、千葉テレビ放送（チバテレ）で2020年4月18日から2024年3月16日まで放送されていた、主に千葉県の地域情報を扱う情報番組・バラエティ番組で、花田虎上の冠番組である。2020年4月18日 - 2022年3月19日までは、『花田虎上presents 踊る!チバテレYAGURA』（はなだまさるプレゼンツ おどるチバテレやぐら）として放送されており、2022年4月2日よりタイトル変更した。

## 概要
千葉県内の地域情報を扱う番組として、2020年3月までのおよそ10年間、同じ土曜日に放送されていた『熱血BO-SO TV』の実質的な後継番組として、2020年4月より放送開始した。
当番組での当初のコンセプトは「踊り」がテーマであり、毎回番組冒頭でも「千葉県内で数百人規模の盆踊り大会を開く」ことを目的としていることが示されていた。タイトルの「YAGURA」は、盆踊りで用いられる祭り櫓のことを示している。
収録は、千葉県君津市にあるホテル千成の和風の宴会場を用いており、C-Styleを除く全てのレギュラー出演者が和服であった。開始当初はこの宴会場に出演者全員が揃っていたが、開始間もなくして新型コロナウイルスの影響があり、出演者間でのソーシャルディスタンス確保のため、出演者をホテル内の3つの部屋に分けて収録する形式がとられるようになった。また、新型コロナウイルスの影響で、当初の目的である盆踊り大会を開催できる見込みがなくなったことなどから、2022年4月より踊りのテーマを外すとともに、タイトルから「踊る!」が外されることになった。更に、原則和服での出演だったものも改めたり、ホテル千成が2022年3月31日に閉館したことに伴い、使用する宴会場を固定せずに木更津市など他の内房地域でも行うようになった（内房地域は、花田の放送当時の居住地でもある）。
2024年3月16日放送で番組終了の旨が発表され、4年間の放送に幕を閉じた。なお、当初の目的であった盆踊り大会の開催は果たせず、番組終了となった。

## 主なコーナー

### 2022年4月以降行われていたコーナー
- 我が街のインバウンドでODORIまショー → 知っ得!? 千葉県地域情報
番組前半のメインコーナー。毎回1つの千葉県内の市町村をとりあげる。舞台となる市町村に関連したクイズが数問出題され答えるのだが、千葉県出身者は真面目に正解することが多い一方、芸人などは大喜利状態となる。2022年4月の番組名変更に伴い、コーナー名も「知っ得!? 千葉県地域情報」に変更した。更に、クイズに正解または大喜利で秀逸な回答をした場合には、MCの花田（相撲）に因んで幕下から番付が上がり、逆にスベった回答をした場合には降格となり、横綱まで昇格するとプレゼントがもらえる形式になっている。
- 千葉県発! 元気な企業いらっしゃ〜い!
2022年4月より開始された下記「踊る地域の元気企業! 応援プロジェクト」以来となる、企業紹介コーナー。ここでは、千葉県内の企業の担当者が実際に番組収録現場であるホテル千成を訪れて、企業紹介を行う。
- 千葉の魅力を動画で紹介!みんなの投稿コーナー!
2022年4月より開始された番組宛に寄せられた、千葉県に関する動画を紹介するコーナー。
- 本日の決まり手
エンディングで今日の放送で特徴的だった内容を花田が相撲の決まり手に例えて紹介する。

### 過去に行われていたコーナー
いずれも、2022年3月の『踊る!チバテレYAGURA』時代まで行われていた企画。
- 踊る地域の元気企業! 応援プロジェクト
あかつと原が企業訪問するコーナー。新型コロナウイルスの影響でロケが難しくなり2021年6月で終了した。
- 元気な子どもたち集まれ! 子どもたちと踊りまショー!
番組宛に寄せられた、子供たちの踊りの動画を紹介するコーナー。主に、『チュバチュバワンダーランド』の楽曲を使用した踊りが中心である。

## 出演者
◎がついている出演者は、千葉県出身者または在住者。特記のない限り、番組開始当初の2020年4月より出演。

### 最終回時点での出演者
花田、近藤、南、C-Styleは4年間出演。それ以外の出演者は、出演期間を併記。
MC
- 花田虎上 - ◎
- 山口清香（2023年10月7日 - 2024年3月16日） ※2022年7月には、同局の『高校野球ダイジェスト』アシスタントを務めていた。

レギュラー出演
- 近藤雄介
- 南にこ - ◎
- C-Style - ◎
- トット（2022年4月2日 - 2024年3月16日）

この他、マンスリーゲストが1組出演する。こちらも、はなわ、ホリなど、千葉県所縁者が出演することが多い。
前述のソーシャルディスタンス確保時は、「MC（花田・こなつ）」、「近藤・南・芸人（すゑひろがりず→トット）」「C-Style・マンスリーゲスト」に分かれて出演していた。

### 過去の出演者
- すゑひろがりず（レギュラー出演、2020年4月18日 - 2022年3月19日）
- あかつ（「踊る地域の元気企業! 応援プロジェクト」レギュラー、2020年4月18日 - 2021年6月15日）（マンスリーゲスト、2021年9月）
- 原奈津子（「踊る地域の元気企業! 応援プロジェクト」レギュラー、2020年4月18日 - 2021年6月15日）
- 庄司こなつ（MC、2020年4月18日 - 2023年9月16日） - ◎

## 放送時間
| 放送対象地域 | 放送局                             | 系列   | 放送曜日・時間         | 備考                                                                |
| ------------ | ---------------------------------- | ------ | ---------------------- | ------------------------------------------------------------------- |
| 千葉県       | 千葉テレビ（チバテレ、CTC） 制作局 | 独立協 | 隔週土曜 21:30 - 22:00 | 放送がない週は、前回放送分の再放送。 再放送は、日曜 10:30 - 11:00。 |